# Adelospondyli
Gli adelospondili (Adelospondyli) sono un gruppo di anfibi estinti, appartenenti ai lepospondili. Vissero nel Carbonifero inferiore - medio (Mississippiano, circa 330 - 325 milioni di anni fa) e i loro resti fossili sono stati ritrovati in Scozia.

## Descrizione
Questi animali possedevano un corpo allungato e snello; il cranio era solidamente ossificato e di forma allungata; le orbite erano posizionate molto anteriormente. Le zampe erano assenti o quasi, anche se era presente il cinto pettorale, ben sviluppato. Il cranio era dotato di canali su numerose ossa, che andavano a formare il complesso della linea laterale. Al contrario di altri lepospondili privi di arti (gli aistopodi), gli adelospondili possedevano una superficie dorsale del cranio solidamente ossificata, senza traccia di finestre. Era presente inoltre un'insolita fusione degli elementi cranici: al posto di intertemporale, sopratemporale, tabulare e squamosale era presente un singolo osso, denominato tabulare-squamosale. La porzione dorsale posteriore occupava la posizione del tabulare ed era dotato di una sorta di "corno" tabulare, che sovrastava l'area nota come incisura otica. In ogni caso, non vi era alcuna linea di mobilità tra tetto cranico e zona delle guance. Le orbite erano posizionate molto anteriormente, e la configurazione delle ossa facenti parte del margine orbitale era insolito rispetto a quello degli altri tetrapodi primitivi, con il mascellare che sembrava farne parte.
La dentatura degli adelospondili era anch'essa insolita: i denti marginali erano colonnari e non appuntiti, e terminavano in una punta compressa lateralmente, uncinata posteriormente. Nessuno di questi denti mostra segni di usura; al contrario dei denti dei pesci coanati e dei tetrapodi del Devoniano, i denti degli adelospondili non mostrano traccia di riempimento labirintino. La forma delle articolazioni delle fauci mostra che la bocca poteva essere ampiamente spalancata. Altra caratteristica che indica una peculiare forma di nutrizione degli adelospondili è data dalla presenza di un enorme apparato ioideo: gli elementi erano così grandi che inizialmente erano stati scambiati per elementi degli arti. Nessuno di questi elementi, tuttavia, mostra scanalature presenti in quelli di altri tetrapodi primitivi (ad esempio Acanthostega) che si suppone potessero trasportare vasi sanguigni associati con la presenza di branchie esterne. Il parasfenoide possedeva un lungo processo cultriforme, e una piastra basale triangolare e stretta, senza evidenti aree di articolazione con la scatola cranica. L'ectopterigoide, il palatino e il vomere erano ossa piuttosto sottili che portavano piccoli denticoli ma nessuna traccia delle grandi zanne tipiche dei tetrapodi primitivi. 

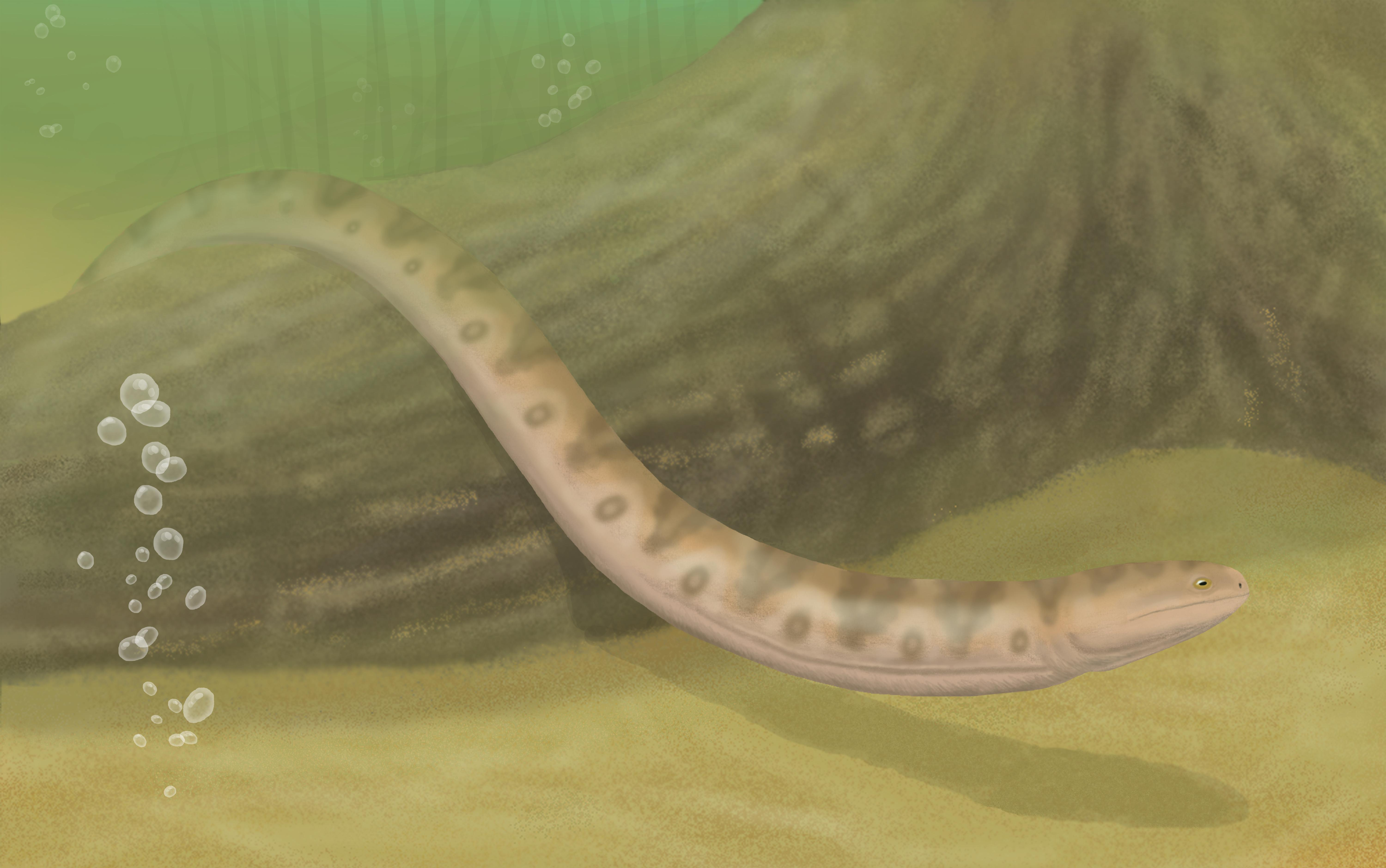
Ricostruzione di Palaeomolgophis

I centri vertebrali erano simili a quelli degli aistopodi, e consistevano in un singolo cilindro allungato, incassato ad entrambe le estremità. Rispetto agli aistopodi, tuttavia, i centri erano uniti agli archi neurali solo leggermente. In nessuno degli esemplari noti è conservata la totalità della colonna vertebrale, ma il numero dei centri doveva essere tra 50 e 70, e non vi era segno di cinto pelvico. Le costole anteriori assomigliano a quelle di Ichthyostega e dei watcheeridi, con flange cospicue.

## Classificazione
Gli adelospondili sono un gruppo di anfibi esclusivi del Carbonifero inferiore - medio, i cui fossili sono stati ritrovati esclusivamente in una zona nei pressi della città di Edimburgo. Non è chiaro quali fossero le parentele di questi animali, ma dalla struttura delle vertebre sembra plausibile che fossero parte del grande clade dei lepospondili. Sono noti pochi generi, attribuibili alla famiglia Adelogyrinidae (Adelogyrinus, Adelospondylus, Palaeomolgophis, Dolichopareias). Un altro possibile adelospondilo è il misterioso Acherontiscus.

## Paleoecologia
I fossili degli adelospondili sono stati ritrovati in sedimenti depositatisi nel grande Lago Cadell, che nel Carbonifero era situato nei pressi dell'Equatore, non lontano dal mare. Tutti i fossili di adelospondili sono stati ritrovati in associazione con una fauna di pesci e alcuni di essi con altri anfibi arcaici. Non è chiaro quale potesse essere la dieta degli adelospondili.